# ウォーリー・バー
ウォーリー・バー （Wally Burr、1924年6月2日 - 2017年7月9日） は、アメリカ合衆国の男性音響監督（自身はボイスオーバー・ディレクターと称している）、声優。イリノイ州シカゴ出身。

## 人物
軍勤務を経て、ノースウェスタン大学で学んだ後、シカゴでラジオアナウンサーとしてデビュー。
その後、ケンタッキー州フォート・ノックスのアーマースクールで戦車砲術インストラクターとして勤務。同時期にCBS系列局で放送された陸軍タレントショーにレギュラー出演した。
アーマードスクールを辞めた後はテレビCMディレクターを経て、カリフォルニア州ロサンゼルスに移住し、音響監督の仕事を始めた。録音スタジオ、ウォーリー・バー・レコーディングを経営していたが、2001年に売却。
映画俳優組合、テレビラジオ芸能人連盟、全米監督協会会員。

## 参加作品
特記のないものに限り、音響監督としての参加

### テレビアニメ（スタッフ）
1970年
- ドリトル先生航海記（共同プロデューサー）

1973年
- アダムスのお化け一家（ダイアログ・ディレクター）
- スーパーフレンズ（ダイアログ・ディレクター）

1974年
- 原始恐竜時代（録音演出）
- Devlin（録音演出）

1976年
- おとぼけ探偵団の大冒険（録音演出）

1977年
- The All-New Super Friends Hour
- Captain Caveman and the Teen Angels
- Scooby's All Star Laff-A-Lympics（録音演出）
- The Skatebirds（録音演出）

1978年
- Godzilla（録音演出）
- Jana of the Jungle
- 珍犬探偵ダイナマイット

1981年
- スパイダーマン

1982年
- Meatballs and Spaghetti

1983年
- ガジェット警部
- 地上最強のエキスパートチーム G.I.ジョー

1984年
- 戦え!超ロボット生命体トランスフォーマー
- 魔法少女レインボーブライト

1985年
- Bigfoot and the Muscle Machines
- Jem and The Holograms
- Robotix

1986年
- InHumanoids
- Solarman（録音演出）
- 戦え!超ロボット生命体トランスフォーマー2010

1987年
- A Chucklewood Easter
- トランスフォーマー ザ・リバース
- Visionaries: Knights of the Magical Light

1988年
- Dino-Riders

1990年
- The Adventure Machine

1991年
- Bucky O'Hare and the Toad Wars!

1992年
- Conan: The Adventurer
- My Little Pony Tales（音声演出、ボーカルプロデューサー）

1993年
- Exosquad（音声演出、キャスティング）

1994年
- Conan and the Young Warriors

### 劇場アニメ（スタッフ）
1984年
- Gallavants（ダイアログ・ディレクター）

1985年
- Here Come the Littles

1986年
- トランスフォーマー ザ・ムービー

### OVA（スタッフ）
1987年
- G.I.ジョー ザ・ムービー

### ゲーム（スタッフ）
1993年
- ジュラシック・パーク

1995年
- プリズナーオブアイス

### 映画（スタッフ）
1991年
- モトラマ/5億ドルを狙え!（声優キャスティング、ADR効果音）

1994年
- サムバディ・トゥ・ラブ（ADRレコーディスト）

1995年
- ぼくはゴーディ（動物役声優キャスティング）

### テレビ映画（スタッフ）
1970年
- ソウル・サヴァイヴァー（プロデューサー）

### テレビアニメ（出演）
1973年
- スーパーフレンズ（アトム）

1977年
- The All-New Super Friends Hour（アトム）

1981年
- スパイダーマン（サンドマン）

1982年
- Meatballs and Spaghetti

1985年
- 戦え!超ロボット生命体トランスフォーマー（マイスター（第38話のみ）、ラチェット（第61話のみ）、サンダークラッカー（第60話のみ）、ナーギル、他）※ノンクレジット
- 地上最強のエキスパートチーム G.I.ジョー（ドクター、船長）
- Bigfoot and the Muscle Machines（クロース）

1986年
- Jem and The Holograms（エメット・ベントン、ハーヴェイ・ガボール）
- 戦え!超ロボット生命体トランスフォーマー2010（レポーター）※ノンクレジット
- 地上最強のエキスパートチーム G.I.ジョー（ウェイター）

### 劇場アニメ（出演）
1989年
- AKIRA（ゲリラ、戦車長）

1991年
- 北斗の拳（ラオウ）

### OVA（出演）
1995年
- Crying フリーマン5 戦場の鬼子母神（ラリー・バック）

### ゲーム（出演）
1995年
- Stonekeep（ナイジェル）

1996年
- Descent 2

2000年
- Dark Reign 2（ダーレン）

2003年
- 真・三國無双3（黄忠）
- 真・三國無双3 猛将伝（黄忠）

2004年
- 真・三國無双3 Empires（黄忠）

2005年
- 真・三國無双4（黄忠）
- ソウルキャリバーIII（ロック）

2006年
- 真・三國無双4 猛将伝 （黄忠）
- 真・三國無双4 Empires（黄忠）

2007年
- 無双OROCHI（黄忠）

2008年
- ソウルキャリバーIV（ロック）

### 映画（出演）
1974年
- バニシングin60″（警察の通信指令担当係）

1983年
- ソウル・サバイバー
- バニシングIN60”/デッドライン（警察の通信指令担当係）

1987年
- 殺しのベストセラー（トークショーの司会）

1988年
- マイルズ・フロム・ホーム（ラジオ・アナの声）

1995年
- Open Season（その他の声）

2001年
- パール・ハーバー（ニュースの声）

### テレビ映画（出演）
2002年
- ジョンソン大統領/ヴェトナム戦争の真実（声）
- ドア・トゥ・ドア/バッグに愛とまごころを（声）

### CM（出演）
- ヴェルタースオリジナル（ナレーター）

### その他（出演）
1977年
- The Skatebirds（その他の声）

1985年
- トランスフォーマー公共CM（シースプレー）

2001年
- Chasing the Sun（本人出演<声のみ>）

2002年
- The American Experience（本人出演<声のみ>）

2007年
- Andrew Jackson : Good Evil & The Presidency（サム・ヒューストンの声）